# كالوم كامبس
كالوم كامبس (بالإنجليزية: Callum Camps)‏ هو لاعب كرة قدم بريطاني، ولد في 30 نوفمبر 1995 في روتشديل في المملكة المتحدة. شارك مع منتخب أيرلندا الشمالية تحت 21 سنة لكرة القدم. أما مع النوادي، فقد لعب مع نادي روتشديل.

## وصلات خارجية
- كالوم كامبس على موقع قاعدة بيانات كرة القدم.إي يو (الإنجليزية)
- كالوم كامبس على موقع Soccerbase.com (لاعب) (الإنجليزية)